# José Bermúdez de Castro
José Bermúdez de Castro (zm. 1813) – hiszpański dyplomata.
Zaczynał jako urzędnik hiszpańskiej Dyrekcji Skarbu. W latach 1784–1785 był sekretarzem legacji w Prusach.